# Pizzagate konspirationsteori
"Pizzagate" er en konspirationsteori, der gik viralt under det amerikanske præsidentvalg i 2016. Den er i vid udstrækning blevet miskrediteret af en lang række organisationer, herunder politiet i Washington, DC.
I marts 2016 blev John Podestas (Hillary Clintons kampagneleder) personlige e-mailkonto hacket i et phishing-angreb. WikiLeaks offentliggjorde hans e-mails i november 2016. Tilhængere af Pizzagate-konspirationsteorien hævdede, at disse e-mails indeholdt kodede beskeder, der forbandt adskillige højtstående embedsmænd fra Det Demokratiske Parti og forskellige restauranter med menneskehandel og en børnesex-ring. Et af de restauranter, der angiveligt var involveret, var Comet Ping Pong-pizzeriaet i Washington, DC.
Medlemmer af alt-right, konservative journalister og andre, der havde opfordret til retsforfølgelse af Clinton pga. e-mails, spredte konspirationsteorien på sociale medier som 4chan, 8chan, Reddit og Twitter. Som direkte konsekvens heraf rejste en mand fra North Carolina til Comet Ping Pong for selv at efterforske konspirationsteorien. Dette ledte til, at manden – som led i denne efterforskning – affyrede en riffel inde i restauranten for at bryde låsen på en dør til et lagerrum op. Restaurantejeren og personalet modtog også dødstrusler fra konspirationsteoretikere.
Pizzagate betragtes generelt som en forløber for QAnon-konspirationsteorien. Pizzagate genopstod i 2020, primært som følge af QAnon. Mens konspirationsteorien oprindeligt blev spredt blandt den yderste højrefløj, er den siden blevet spredt af teenagere på TikTok "som ellers ikke passer ind i det højreorienterede miljø for konspirationsteoretiker". De største spredere af "Pizzagate"-konspirationsteorien på TikTok ser ud til at være mest interesserede i emner om virale danse-moves og Black Lives Matter. Konspirationsteorien har således udviklet sig og er blevet mindre partisk og politisk af natur og har mindre vægt på Clinton og mere vægt på den påståede verdensomspændende elite af børnesexsmuglere.

## Baggrund

### Podestas e-mail
John Podesta var en politisk rådgiver for Det Demokratiske Parti, som bl.a. tidligere havde været Det Hvide Hus' stabschef under præsident Clinton, ligesom han også havde fungeret som rådgiver for præsident Obama fra 2014 til 2015. Podesta fungerede endvidere som Hillary Clintons kampagneleder i forbindelse med hendes 2016-præsidentkampagne.
I marts 2016 blev Podesta personlige Gmail-konto hacket i et phishing-angreb. Forskellige cybersikkerhedseksperter såvel som den amerikanske regering, har tilskrevet ansvaret for angrebet til en russisks hackergruppe ved navn Fancy Bear, som angiveligt er en enhed af det russiske militærs efterretningsagentur.
WikiLeaks kom efterfølgende i besiddelse af nogle af Podestas e-mails, som de offentliggjorde i oktober og november 2016. Samlet offentliggjorde de over 20.000 sider med e-mails, som angiveligt tilhørte Podesta. Podesta og Clinton-kampagnen har afvist at autentificere disse e-mails. Cybersikkerhedseksperter, der blev interviewet af PolitiFact, mener, at størstedelen af disse e-mails sandsynligvis er autentiske og fremkommer i en uændret version, men påpeger samtidig, at det er muligt, at hackerne har redigeret i og/eller opdigtede nogle af disse e-mails. PolitiFact-artiklen påpeger samtidig, at Clinton-kampagnen ikke har anfægtet eller fremlagt beviser for, at nogen af de pågældende e-mails ikke skulle være autentiske. En efterfølgende undersøgelse foretaget af amerikanske efterretningstjenester konkluderede også, at de filer, som WikiLeaks var kommet i besiddelse af, ikke umiddelbart indeholdt nogen "åbenbare forfalskninger".

### Tilknytning til børnemisbrug
Konspirationsteoriens beskyldninger om seksuelt misbrug af børn har delvist ophav i/inspireret af en række prominente sager i USA, som har omhandlet beskyldninger om, at kendte personer har seksuelt misbrugt børn. Eksempelvis:
- Sagen om Jeffrey Epstein, hvor der allerede i 2007 blev rejst anklager mod ham, der blandt andet omhandlede seksuelt misbrugt mindreårige.[17] Denne sag endte med, at Epstein indgik en kontroversiel aftale med anklagemyndigheden (altså det amerikanske justitsministerie), hvori Epstein blev givet immunitet – sammen med fire navngivne medsammensvorne og eventuelle unavngivne "potentielle medsammensvorne" – overfor de ellers alvorlige anklager.[18] Denne kontroversielle aftale gav efterfølgende anledning til debat og affødte spekulationer om en mulig konspiration, idet det generelt undrede folk, herunder journalisten Julie K. Brown fra Miami Herald, at Epstein havde fået tilbudt en så "god aftale".[19] Epstein havde mange kendte bekendtskaber, hvilket var med at sætte skub i konspirationsteorierne, herunder Prins Andrew, Bill Clinton, Bill Gates, Robert F. Kennedy Jr, Donald Trump, Kevin Spacey og mange flere – mange af disse havde angiveligt også fløjet med Epsteins privatfly, 'Lolita Express'[a].[21] Epstein blev i 2019 anholdt og på ny anklaget for bl.a. seksuelt misbrug af børn og sexhandel.[22] Han blev senere, den 10. august 2019, fundet død i sin fængselscelle i hvad der tilsyneladende lignede et selvmord. Dødsfaldet har efterfølgende været genstand for adskillige konspirationsteorier, hvilket blandt andet har givet anledning til udtrykkene "Epstein didn't kill himself" (dansk: "Epstein begik ikke selvmord") og "Epsteined" (reference til, at man bliver likvideret).[23][24] Hele Epstein-sagen har over årene således kontinuerligt været genstand for adskillige konspirationsteori, som har forbundet seksuelt misbrug af børn med dele af den såkaldte "elite". Flere af de brugerne på 4chan, som skabte "Pizzagate"-konspirationsteorien henviser således også flere gange til Epstein, herunder hans privatfly 'Lolita Express'.[25]
- Sagen om Anthony Weiner, hvor der i september 2016 blev offentliggjort påstande om, at Weiner havde deltaget i sexting med en 15-årig pige fra North Carolina, hvilket afstedkom at forskellige elektroniske enheder ejet af Weiner blev beslaglagt, som del af en større undersøgelse af hændelsen.[26][27] Disse påstande ledte til, at Weiners bærbare computer blev beslaglagt og en kriminel efterforskning blev igangsat. E-mails, der var relateret til en kontrovers vedrørende Hillary Clintons e-mail server, blev opdaget på Weiners computer, hvilket afstedkom at FBI-direktøren, James Comey, genåbnede en undersøgelse af Clintons e-mail server blot elleve dage før det amerikanske præsidentvalg i 2016.[28] Weiner-sagen blev også refereret og og brugt i "Pizzagate"-konspirationsteorien.

## Oprindelse
Den 30. oktober 2016 hævdede en Twitter-konto, fejlagtigt, at New York City Police Department (NYPD) havde opdaget en pædofili-ring, som havde forbindelse til medlemmer af Det Demokratiske Parti, idet de eftersøgte Anthony Weiners e-mails. Igennem oktober og november 2016 havde WikiLeaks offentliggjort John Podestas e-mails. Tilhængere af konspirationsteorien læste disse e-mails og påstod, at de indeholdt ord og sætninger, der var kodet. I henhold til konspirationsteoretikerne havde disse ord og sætninger således i virkeligheden en anden skjult betydning, som de hævede havde med pædofili og menneskehandel at gøre. Konspirationsteoretikerne hævdede endvidere, at Comet Ping Pong, et pizzeria i Washington, DC, var et mødested for "satanisk rituel misbrug".
Konspirationsteorien har hentet inspirations fra sit navn fra Watergate-skandalen. Selve konspirationsteorien blev først bragt på hjemmesider, som urigtigt udgav sig for at være medier – herunder siden Your News Wire, der var den første som bragte konspirationsteorien. Your News Wire citerede et 4chan-indlæg fra tidligere samme år. Your News Wire-artiklen blev efterfølgende spredt af pro-Trump-hjemmesider, inklusive SubjectPolitics.com, som tilføjede påstanden om, at NYPD havde ransaget Hillary Clintons ejendom. The Conservative Daily Post havde endvidere en overskrift, der hævdede, at FBI havde bekræftet konspirationsteorien

### Spredning på sociale medier
Ifølge BBC spredte beskyldningerne sig til "det almindelige internet" nogle dage inden det amerikanske præsidentvalg i 2016, idet en Reddit-bruger postede et Pizzagate "bevis"-dokument. Det originale Reddit-indlæg, som siden er blevet fjernet, påstod, at Comet Ping Pong var involveret idet:
| Citat | Everyone associated with the business is making semi-overt, semi-tongue-in-cheek, and semi-sarcastic inferences towards sex with minors. The artists that work for and with the business also generate nothing but cultish imagery of disembodiment, blood, beheadings, sex, and of course pizza. | Citat |
|       | |       |

Historien blev efterfølgende opfanget af andre hjemmesider og konspirationsteoretikere såsom InfoWars, Planet Free Will og The Vigilant Citizen. Andre der promoverede konspirationsteorien omfatter: David Seaman, tidligere skribent for TheStreet.com, CBS46- værten Ben Swann, basketballspilleren Andrew Bogut og Minecraft-skaberen Markus "Notch" Persson. Den 30. december, da Bogut kom sig over en knæskade, fremmede medlemmer af "/r/The Donald"-fællesskabet (også kaldet subreddit) på Reddit en falsk teori om, at hans skade var forbundet med hans støtte til Pizzagate. Jonathan Albright, en assisterende professor i medieanalyse ved Elon University, sagde, at et uforholdsmæssigt stort antal tweets om Pizzagate kom fra Tjekkiet, Cypern og Vietnam, og at nogle af de hyppigste retweetere var bots.
Medlemmer af Reddit-fællesskabet "/r/The_Donald" oprettede et nyt fællesskab på Reddit, "/r/pizzagate", for at videreudvikle konspirationsteorien. Dette nye fællesskab blev bandlyst fra Reddit den 23. november 2016, idet dette fællesskab havde overtrådt Reddits anti-doxing-politik, efter at brugere havde videregivet personlige oplysninger om personer med forbindelse til den påståede sammensværgelse. Reddit offentliggjorde efterfølgende en erklæring, hvori de sagde: "Vi vil ikke have en heksejagt på vores side". Efter forbuddet mod Reddit blev diskussionen flyttet til et andet fællesskab, "v/pizzagate" på en anden platform, Voat (en hjemmeside, der ligner Reddit).
Nogle af Pizzagates tilhængere, herunder David Seaman og Michael G. Flynn (søn af Michael Flynn, som var Trump-administrationen første national sikkerhedsrådgiver), videreudviklede konspirationsteorien til at blive en bredere regeringssammensværgelse kaldet "Pedogate". Ifølge denne konspirationsteori driver en "satanisk kabal af eliten" fra den Nye Verdensorden en internationale børnesexhandelsringe.
I juni 2020 fandt konspirationsteorien fornyet popularitet på TikTok, hvor videoer tagget #Pizzagate nåede over 80 millioner visninger.

## Chikane af restaurantejere og ansatte
Restauranten Comet Ping Pong i Washington D.C. var ejet af James Alefantis. Alefantis havde længe været en tilhænger og støtter af Det Demokratisk Parti og havde i denne forbindelse derfor indsamlet penge til fordel for både Barack Obama og Hillary Clinton. Ligeledes havde Alefantis tidligere været i et forhold med David Brock, som – af magasinet Time – er blevet beskrevet, som: "en af de mest indflydelsesrige operatører [personer] i Det Demokratiske Parti". Alefantis fremgik således nogle af de – af Wikileaks – lækkede e-mail (fra John Podestas e-mail konto), som følge af hans deltagelse og forbindelse til forskellige fundraising-indsatser.
Brugere på 4chan begyndte i begyndelse af november 2016 at spekulere i, at ordet "pizza" i nogle af de lækkede e-mails i virkeligheden var kodet og havde en anden skjult betydning. Man spekulerede her i, at ordet i virkeligheden skulle have med pædofili og menneskehandel at gøre. Dette afstedkom, at brugerne begyndte at gennemse de lækkede e-mails for referencer til "pizza". Her stødte brugerne på pizzeriaet Comet Ping Pong og ejerens forbindelser til Det Demokratiske Parti. Endvidere hævede nogle brugere på 4chan, at dette pizzeria havde hemmelige rum, døre og en kælder. Alt dette førte til at brugerne begyndte i at spekulere i, om pizzeriaet var hjemsted for en hemmelig pædofili-ring for fremtrædende politikere og politiske donorer.
Efter at konspirationsteorien havde spredt sig fra 4chan til det almindelige internet – herunder Reddit, Twitter – begyndte folk at demonstrere ude foran Comet Ping Pong, ligesom restauranten begyndte at modtage hundredvis af trusler fra konspirationsteoretikere. Alefantis sagde i denne forbindelse til The New York Times, at: "Vi er kommet under konstant angreb fra denne vanvittige og opdigtede konspirationsteori. Jeg har ikke gjort andet i flere dage end at prøve at rydde op i det her og beskytte mine medarbejdere og venner mod at blive terroriseret." Overfor BBC udtalte Alefantis endvidere, at "De ignorerer grundlæggende fakta" og eksemplificerede dette ved konspirationsteoriens påstand om, at restauranten skulle have en skjult kælder, hvortil Alefantis påpegede: "Vi har ikke engang en kælder."
Det hele kulminerede d. 4. december 2016, da en 28-årig mand med en AR-15 riffel gik ind i Comet Ping Pong for "selv at efterforske" konspirationsteorien. Manden affyrede skud og ramte vægge, et bord og en dør – ingen personer kom til skade. Manden overgav sig efterfølgende frivilligt til politiet og blev arresteret. Manden så sig selv som historiens helt - en redningsmand af børn. Han blev efterfølgende idømt fire års fængsel for episoden.
Pizzagate-relateret chikane af virksomheder strakte sig ud over Comet Ping Pong og omfattede også andre restauranter såsom Besta Pizza (tæt ved Comet), Little Red Fox cafe, boghandelen Politik og Prosa og den fransk bistro Teraso.